# Hans Karl Diehl
Hans Karl (auch Hans-Karl) Edmund Wilhelm Diehl (* 29. März 1911 in Usakos; † 4. Juli 2007) war der erste Präses der Evangelisch-Lutherischen Kirche in Südwestafrika (ELK/SWA), dem heutigen Namibia.

## Leben
Diehl war das dritte von neun Kindern des Missionars Wilhelm Diehl und dessen Ehefrau Eugenie Diehl. Auch sein Großvater war Missionar. Er wuchs zunächst in seinem Geburtsort Usakos in Südwestafrika auf und wurde von seiner Mutter unterrichtet. Ab einem Alter von neun Jahren setzte er seine Schulausbildung in Deutschland fort. 1930 erlangte er das Abitur in Gütersloh. Danach studierte er evangelische Theologie in Bethel, Göttingen, Tübingen (1931–1933), Marburg und Herborn. Sein Vikariat absolvierte er in Wiesbaden. Am 28. Juni 1936 wurde er ordiniert.
Diehl trat in den Dienst der Rheinischen Missionsgesellschaft und wurde im Dezember 1936 nach Südwestafrika ausgesandt. Dort wurde er von Heinrich Vedder in den Sprachen Herero und Nama unterrichtet und erlernte zudem Afrikaans. 1938 übernahm er die Missionsarbeit in der Gemeinde Okahandja, wo auch sein Großvater ab 1870 als Stationsmissionar tätig gewesen war. Im selben Jahr heiratete er in Karibib die aus Deutschland eingereiste Else Karoline Ströher († 2001). Aus der Ehe gingen sechs Kinder hervor. Von 1940 bis 1946 war Diehl interniert, danach kehrte er nach Okahandja zurück.
Am 3. Juli 1947 wurde Diehl Präses der Evangelisch-Lutherischen Kirche in Südwestafrika. Er übernahm die Kirchenführung von Heinrich Vedder, der die Vorgängerkirche Rheinische Mission angeführt hatte.  Diehl hatte das Amt des Präses von 1957 bis 1972 inne und übergab es an den ersten nicht-weißen Präses der Kirche, Johannes Lukas de Vries.
Nach anfänglicher Bejahung des Systems der Apartheid wandelte er sich in seinen letzten Amtsjahren zum Kritiker der Rassentrennung.
Diehl arbeitete einige Jahre mit einem Team an der Übersetzung des Alten Testaments in die Hererosprache. 1987 erschien die Herero-Bibel.
Diehl lebte ab 1949 mit seiner Familie in Windhoek, danach mit seiner Ehefrau erneut in Okahandja (ab 1973), Klein-Windhoek (ab 1983/1998), Swakopmund (1993) und schließlich ab dem Jahr 2000 im Susanne-Grau-Heim in Windhoek. Er starb 2007 im Alter von 96 Jahren.